# Prant de Navsari
El prant de Navsari fou una de les quatre grans divisions en què estava dividit el principat de Baroda al Gujarat. Era la secció més meridional. La població el 1872 era 241.255, el 1881 de 287.549, el 1891 de 319.443 i el 1901 de 300.441. Estava dividida en 8 talukes i 2 petes
- Navsari
- Gandevi
- Mahuva
- Vyara
- Songarh
- Vajpur
- Velachha
- Vakal
- Kamrej
- Palsana

Tenia sis municipalitats (Navsari, Vyara, Gandevi, Bilimora, Kathor i Songarh) i 772 pobles. El governador exercia el títol de subah i la capital era Navsari. La taluka de Navsari dins el prant de Navsari tenia una superfície de 323 km² i una població de 53.523 habitants el 1891 i de 58.875 el 1901, distribuïts en 1 municipalitat i 60 pobles, amb capital a Navsari.